# Мартин Віктор Михайлович
Віктор Михайлович Мартин (нар. 13 травня 1940, с. Бистре, Польща — 2 травня 2006, м. Тернопіль, Україна) — український вчений у галузі спецелектрометалургії і матеріалознавства. Доктор технічних наук (1990), професор (1991). Академік Академії наук вищої школи України (1995). Відмінник народної освіти УРСР (1991).

## Життєпис
Віктор Михайлович Мартин народився 13 травня 1940 року в селі Бистрому Білгорайського повіту Люблінського воєводства, Польща.
Закінчив Львівський політехнічний інститут (1964, нині національний університет «Львівська політехніка»).
У 1964—1966 — працював у Тернопільському філіалі Львівського політехнічного інституту (нині Тернопільський національний технічний університет), у 1969—1972 — науковий співробітник інституту електрозварювання імені Є. Патона АН УРСР (м. Київ), від 1972 — старший викладач, доцент, завідувач кафедри, декан індустріально-педагогічного факультету, професор кафедри трудового навчання Тернопільського педагогічного інституту (нині національний педагогічний університет).
Помер 2 травня 2006 року в місті Тернополі, Україна.

## Доробок
Тематика наукових досліджень — зварювання і спеціальна електрометалургія.
Автор понад 150 наукових праць, підручника, 6 посібників. Має 65 авторських свідоцтв і 28 закордонних патентів на винаходи.